# Kľače
Kľače is een Slowaakse gemeente in de regio Žilina, en maakt deel uit van het district Žilina.
Kľače telt 366 inwoners.